# Atos Trio

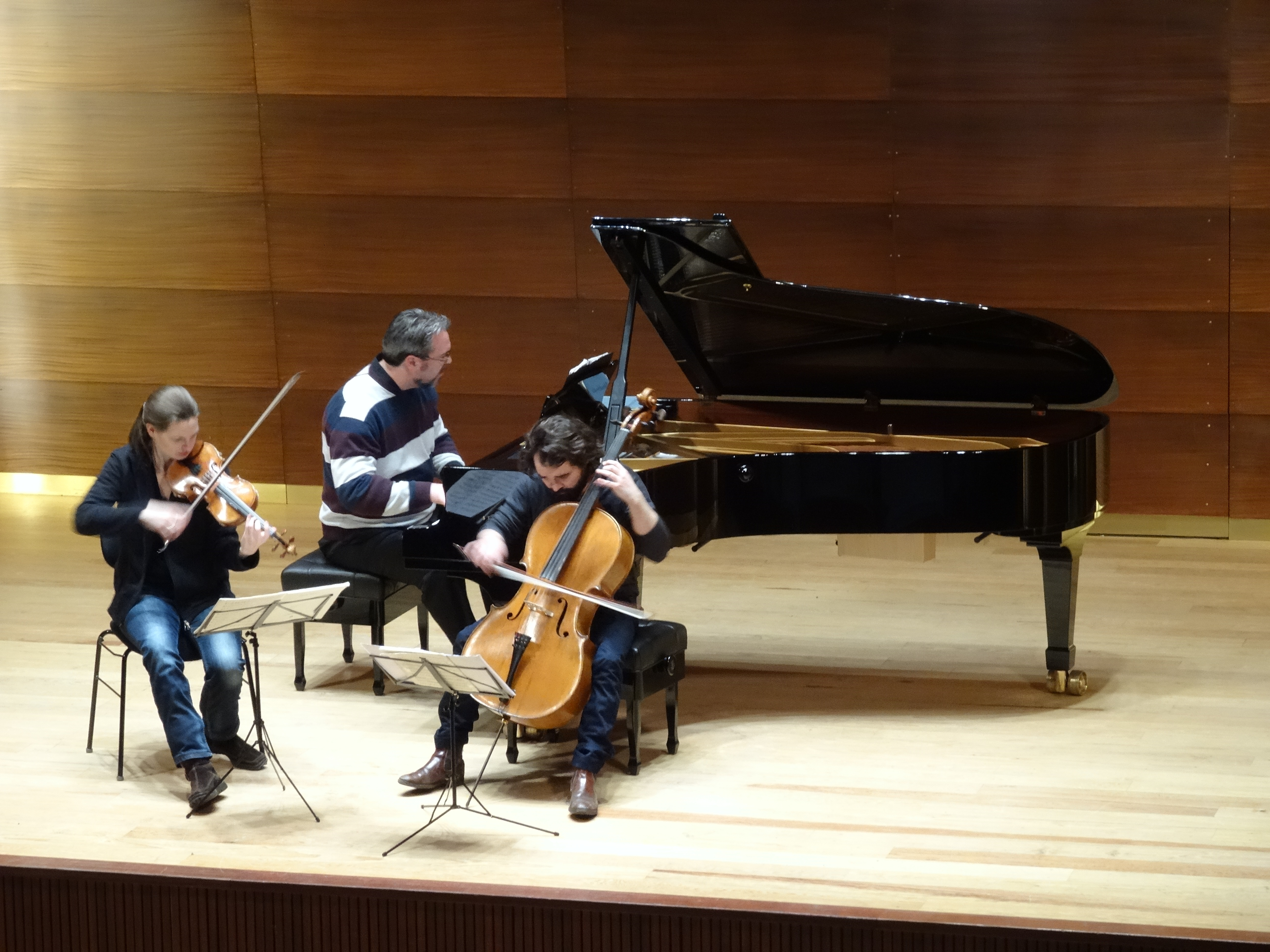
Das Atos Trio, Generalprobe in der kleinen Laeiszhalle Hamburg (2014)

Das Atos Trio (Eigenschreibweise „ATOS Trio“) ist ein deutsches Klaviertrio, welches im Jahr 2003 gegründet wurde und seitdem in unveränderter Besetzung spielt. Der Name ist ein Akronym aus den Vornamen der Mitglieder Annette von Hehn (Violine), Thomas Hoppe (Klavier) und Stefan Heinemeyer (Violoncello). Das Atos Trio tritt weltweit auf und wurde mit mehreren Kammermusikpreisen ausgezeichnet.

## Mitglieder
- Annette von Hehn (* 1978 in Kiel) erhielt ihren ersten Violinunterricht im Alter von vier Jahren. Von 1996 bis 2000 studierte sie an der New Yorker Juilliard School bei Dorothy DeLay und Itzhak Perlman. Nach erfolgreichem Abschluss ging sie nach Berlin, wo sie in der Soloklasse von Ilan Gronich ein Aufbaustudium für Solisten absolvierte, welches sie im Jahr 2003 „Mit Auszeichnung“ abschloss. Von 2001 bis 2003 war sie Stipendiatin der Orchesterakademie der Berliner Philharmoniker. 2001 gewann sie den Internationalen Musikwettbewerb der ARD im Fach Violine. Sie spielt auf einem Instrument der Geigenbauerin Julia Maria Pasch (Wien). Sie ist seit 2020 Professorin für Violine an der Hochschule für Musik und Tanz Köln[1] und unterrichtet auch Klavierkammermusik in Italien an der Accademia Perosi in Biella[2].

- Stefan Heinemeyer (* 1980 in Berlin) erhielt ebenfalls mit vier Jahren seinen ersten Violoncellounterricht. Seine Lehrerin war Friederike Bauer–Eschen. Er setzte seine musikalische Ausbildung als Jungstudent an der Hochschule der Künste Berlin in der Klasse von Markus Nyikos fort, bei dem er im Jahr 1998 sein Hauptstudium aufnahm. Von 1997 bis 1998 wurde er von Stanislav Apolín in Prag unterrichtet. Durch Meisterkurse u. a. bei Arto Noras, Zara Nelsova und György Sebok vertiefte er seine musikalische Ausbildung. Schon früh errang Heinemeyer zahlreiche Preise renommierter nationaler und internationaler Wettbewerbe sowohl in der Solo- als auch in der Kammermusikwertung. Weitere Preise und Auszeichnungen gewann er bei den Wettbewerben „Roberto Caruana“ (1999) in Mailand und beim Concorso Internazionale di Esecuzione Musicale Provincia di Caltanissetta (2000), wo ihm als Mitglied des Schickedanz-Quartetts der Sonderpreis für die Interpretation des Streichquartetts von Ernst Krenek zuerkannt wurde. Beim 36. Internationalen Instrumentalwettbewerb Markneukirchen 2001 errang er den ersten Preis. Heinemeyer unterrichtet Kammermusik für Streicher an der HMTM Hannover.[3]

- Thomas Hoppe (* 1971 in Bad Kreuznach) konzertierte mit Künstlern wie Itzhak Perlman, Antje Weithaas, Tabea Zimmermann, Alban Gerhardt, Jens Peter Maintz und Frans Helmerson. Hoppe ging 1993 als Schüler von Lee Luvisi in die USA und schloss seine Ausbildung an der Juilliard School in New York City ab. Dort war er langjähriger Studiopianist für Dorothy DeLay und Itzhak Perlman. Seit nunmehr fast zwei Jahrzehnten arbeitet Thomas Hoppe für internationale Wettbewerbe als Klavierpartner, so für den Concours Reine Elisabeth in Brüssel, den Joseph Joachim Violinwettbewerb Hannover oder die Indianapolis Violin Competition. Er gibt Meisterkurse für Klavierbegleitung und Kammermusik in Europa, Australien, China, Südamerika und den USA, zuletzt als Dozent beim Zhuhai Violin Festival 2020 oder als Jurymitglied beim Trondheim Kammermusikwettbewerb TICC 2019. Konzerttourneen mit dem ensemble 4.1 Piano Windtet als auch mit Streichquartetten – dem Shanghai Quartett, dem Modigliani Quartett, dem Mandelring Quartett oder dem Simply Quartet – runden seinen Tourneeplan ab. Im April 2018 folgte er einem Ruf an die Folkwang Universität der Künste in Essen und ist dort seitdem Professor für Klavierkammermusik.[4] In seinem Interview in der TAZ[5] anlässlich des Konzerts »Verfemte Musik« – Musik der Sinti:zze und Rom:nja am 19. Januar 2025 in der Elbphilharmonie in Hamburg erläutert Thomas Hoppe, warum ihm die Besonderheiten der Musik der Sinti und Roma und ihre fließenden Übergänge zur Klassischen Musik besonders am Herzen liegen.

## Auszeichnungen
Nach Studien bei Ilan Gronich, Menahem Pressler und dem Alban Berg Quartet gewann das Trio 2004 den Deutschen Musikwettbewerb, den Kalichstein-Laredo-Robinson International Trio Award und den Melbourne Chamber Music Competition. Bald darauf folgten ein New Generation Artists Award der BBC und ein Borletto Buitoni Award.

## Diskografie
- 2005: Ludwig van Beethoven, Trio Es-Dur op. 1/1 – Johannes Brahms, Trio Nr. 2 in C-Dur, op.87 – Leon Kirchner (1919–2009), Trio (1954) (Primavera)
- 2008: Heinrich von Herzogenberg (1843–1900) / Zwei Klaviertrios – Piano Trio No.1 in c-minor, op.24 – Piano Trio No.2 in d-minor, op. 36 (CPO)
- 2009: Ludwig van Beethoven, Trio in Es-Dur, op.70/2 / Franz Schubert, Adagio in Es-Dur, op. 148, D 897 / Robert Schumann: Trio No. 3 in g-moll, op.110 (Azica)
- 2010: Josef Suk / Trio in c-moll, op. 2 – Vier Stücke für Violine und Klavier op. 17 – Elegie für Klaviertrio Des-Dur op. 23 – Ballade und Serenade für Violoncello und Klavier op.3 – Klavierquartett a-moll op. 1 (CPO)
- 2011: Felix Mendelssohn Bartholdy / Klaviertrio Nr.1 in d-moll, op. 49 / Klaviertrio Nr. 2 in c-moll, op. 66 (CPO)
- 2013: The French Album: Cécile Chaminade, Trio Nr. 2 in a-moll, op. 34 – Jean Françaix, Klaviertrio (1986) – Claude Debussy, Klaviertrio in G-Dur (1880) – Lili Boulanger, D‘un matin de printemps für Klaviertrio (Farao Classics)
- 2014: The Russian Album: Sergei Rachmaninoff, Trio elegiaque in g-moll, op. posth. – Anton Arensky, Trio Nr. 1 in d-moll, op. 32 – Dimitry Schostakowitsch, Trio Nr. 2 in e-moll, op.67 (Farao Classics)
- 2016: The Czech Album: Bedrich Smetana, Trio in g-moll – Antonin Dvorak, Trio Nr. 3 in f-moll, op. 65 (Farao)
- 2019: The Vienna Album: Erich Wolfgang Korngold, Trio in D-Dur, op. 1 – Ernst Krenek, Triophantasy, op. 63 – Fritz Kreisler, Wiener Marsch / Oh Danny Boy / Old Refrain / Syncopation (Eigenvertrieb)
- 2019: Clara Schumann, Piano Trio in g-Moll, op. 17, auf Clara Schumann & Fanny Mendelssohn: Piano Trios (BBC Music)
- 2020: Ludwig van Beethoven, Piano Trios (live from Wigmore Hall) – Vol. I / Trio in G-Dur, op. 1/2, Trio in D-Dur, op. 70/2 (Geistertrio), Trio in B-Dur, op. 11 (Gassenhauer), Trio in Es-Dur, op. 70/2 (Wigmore Hall Live)
- 2020: Ludwig van Beethoven, Piano Trios (live from Wigmore Hall) – Vol. II / Trio in Es-Dur, op. 1/1, Trio in c-moll, op. 1/3, Trio in B-Dur, op. 97 (Erzherzog) (Wigmore Hall Live)